# Ivan Chmeliov
Ivan Sergueïevitch Chmeliov ou Chmelov ou Chmeleff (en russe : Иван Сергеевич Шмелёв), né à Moscou le 21 septembre 1873 (3 octobre dans le calendrier grégorien) et mort le 24 juin 1950 près de Paris, est un écrivain russe.

## Biographie
Issu d'une famille de marchands moscovites vieux-croyants, il entra en 1894 en droit à l'Université de Moscou. Sa première nouvelle, Près du moulin, parut en 1895. Cette même année il se maria et visita en noces le Monastère de Valaam, qui lui inspira un livre, Sur les falaises de Valaam. Celui-ci fut un échec, et Chmeliov cessa d'écrire jusqu'en 1905. Il acheva l'université en 1898, et passa plusieurs années comme fonctionnaire dans les provinces de l'empire.
Il publia dans la prestigieuse Pensée russe des nouvelles (Désintégration, 1907, et Le Citoyen Oukleïkine, 1908) qui furent remarquées et le firent entrer dans les milieux littéraires. En 1909, il entra dans le cercle littéraire moscovite Le Mercredi, où il côtoya entre autres Gorki et Bounine. En 1911, son roman Garçon de restaurant lui valut une nouvelle et très grande notoriété. De 1912 à 1914 il écrivit de nouveau des récits et des nouvelles, dont la plus célèbre est La Face cachée (1916). S'il vit avec enthousiasme la révolution de février 1917, qui répondait à ses préoccupations sociales, il rejeta fermement celle d'Octobre. Il s'installa en Crimée en 1918, où il vécut la terreur rouge et la funeste famine de 1921 à 1922. Il raconta ces événements plus tard dans le Soleil des morts, journal d'un homme qui est en quelque sorte son double, que beaucoup considèrent comme son chef-d'œuvre. Son fils, ancien officier, fut arrêté et fusillé en 1921. Chmeliov partit alors en exil et, comme beaucoup d'écrivains qui formèrent une communauté unie dans la dénonciation du nouveau régime communiste, s'installa en France en janvier 1923. 
Déraciné, en manque de reconnaissance comme la plupart des écrivains émigrés, il trouva cependant de nouvelles forces et se fit un devoir de témoigner des malheurs de la Russie. Il publia en 1923 Le Soleil des morts, qui fut salué par Thomas Mann et longtemps interdit en URSS. Après plusieurs livres et récits de veine anti-bolchévique (Histoire d'une vieille, 1927 ; La Lumière de la Raison, 1928) ou décrivant la vie des émigrés russes à Paris, il se tourna avec les années 1930 vers des évocations du passé heureux et perdu, le sien et celui de la Russie, culminant avec L'Année du Seigneur (1928-1944) et Le Pèlerinage (1931). Les Voies célestes, sa dernière œuvre, qui paraît résumer toutes les autres, est restée inachevée après une première partie parue en 1946. Sous l'occupation, collaborait avec le journal russe pro-Reich Parijsky Viestnik - Le Courrier de Paris (Парижский вестник).  
Ignoré ou censuré sous le régime soviétique, il fut redécouvert comme beaucoup d'autres émigrés à la faveur de la chute du régime communiste à la fin des années 1980. Réhabilité dans la mémoire nationale, ses restes furent transférés en 2000 du cimetière russe de Sainte-Geneviève-des-Bois au monastère de Donskoï, près de Moscou, comme il l'avait lui-même souhaité.

## Traductions en français
- Le Soleil des morts, traduit du russe par Denis Roche, préface de Thomas Mann (1875-1955), postface de René Guerra, Paris, Plon, coll. « Feux croisés », 1923, 309 p. ; réédition, Paris, Éditions des Syrtes, 2001, 353 p.  (ISBN 2-84545-043-5)
- Garçon !, récit, traduit du russe par Henri Mongault (1888-1941), préface de Henri Troyat (1911-2007), Paris, éditions Bossard, 1925, 293 p. ; réédition, Arles, Éditions Actes Sud, coll. « Récits russes », 1989, 278 p. ; réédition, Paris, Éditions Sillage, 2021, 208 p.  (ISBN 978-2-38141-009-8)
- La Coupe inépuisable, court roman, traduit du russe par Henri Mongault, dans Œuvres libres no 109, Paris, Fayard, juillet 1930 ; réédition, Paris, Éditions Sillage, 2021, 104 p.  (ISBN 978-2-38141-018-0)
- Les Voies célestes, roman, traduit du russe par Hélène Emeryk, Paris, Éditions du Payois, 1946 ; réédition dans une traduction actualisée et corrigée par Victor Loupan (ru), Paris, Presses de la Renaissance, 2003, 393 p.  (ISBN 2-85616-925-2)
- Noël russe, éd. bilingue, traduit par François Lenoir, Paris, Éditions l'Inventaire, 2000, 61 p.  (ISBN 2-910490-07-6)